# Sehet, welch eine Liebe hat uns der Vater erzeiget, BWV 64

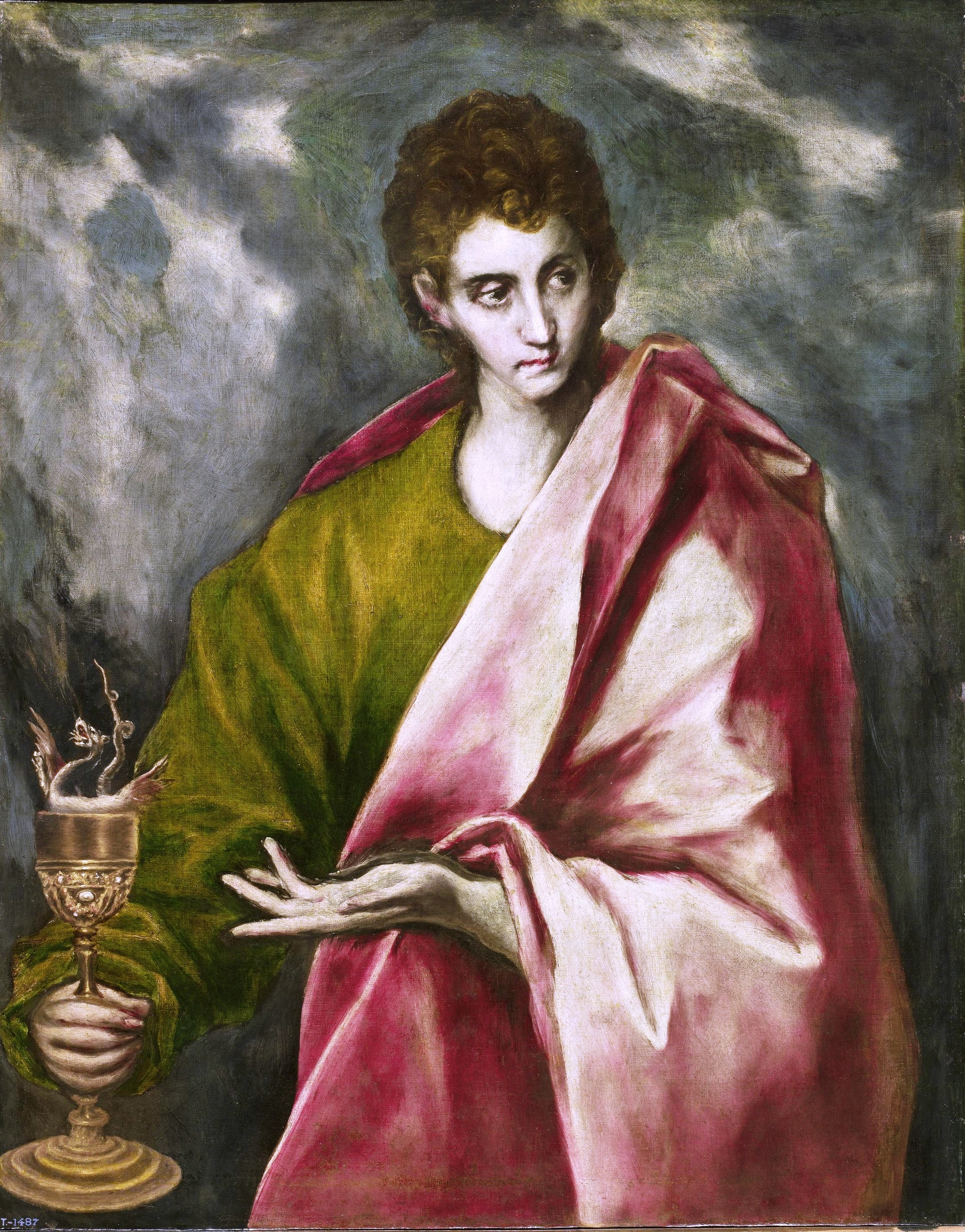
Juan el Evangelista, celebrado el 27 de diciembre.

Sehet, welch eine Liebe hat uns der Vater erzeiget, BWV 64 (Ved cuánto amor nos ha mostrado el Padre) es una cantata de iglesia escrita por Johann Sebastian Bach posiblemente en Leipzig para el tercer día de Navidad, que también es la festividad de Juan el Evangelista y estrenada el 27 de diciembre de 1723.

## Historia
Bach compuso esta obra durante su primer año como Thomaskantor en Leipzig para el tercer día de Navidad, que coincidía con la festividad de Juan el Evangelista. La cantata fue interpretada por primera vez el 27 de diciembre de 1723.

## Análisis

### Texto
Las lecturas establecidas para ese día eran de la epístola a los hebreos, "Cristo por encima de los ángeles" (Hebreos 1:1-14), y del evangelio según San Juan, el prólogo también llamado himno al mundo (Juan 1:1-14).
El poeta desconocido alude solo de forma general a las lecturas y hace hincapié en que ser amado por Dios en el modo en que muestra la Navidad, el creyente no tiene que preocuparse ya por el mundo. En el texto aparecen incluidos tres corales, algo poco común en las cantatas de Bach. No obstante, también se puede ver en Darzu ist erschienen der Sohn Gottes, BWV 40, la primera cantata escrita por Bach para Navidad en Leipzig e interpretada el día antes; y en Schau, lieber Gott, wie meine Feind, BWV 153, escrita para el 2 de enero de 1724, sólo unos pocos días más tarde. Posiblemente estas obras fueron creadas por el mismo autor. El movimiento 1 se basa en 1 Juan 3:1. El único coral navideño es el séptimo verso de "Gelobet seist du, Jesu Christ" de Lutero como movimiento 2. El movimiento 4 es el primer verso de "Was frag ich nach der Welt" de Balthasar Kindermann. La cantata concluye con "Gute Nacht, o Wesen", el quinto verso de "Jesu, meine Freude" de Johann Franck.

### Instrumentación
La obra está festivamente escrita para tres voces solistas (soprano, alto y bajo), un coro a cuatro voces; zink, tres trombones, oboe d'amore, dos violines, viola y bajo continuo.

### Estructura
Consta de ocho movimientos.
1. Coro: Sehet, welch eine Liebe hat uns der Vater erzeiget
2. Coral: Das hat er alles uns getan
3. Recitativo (alto): Geh, Welt, behalte nur das Deine
4. Coral: Was frag ich nach der Welt
5. Aria (soprano): Was die Welt in sich hält
6. Recitativo (bajo): Der Himmel bleibet mir gewiß
7. Aria (alto): Von der Welt verlang ich nichts
8. Coral: Gute Nacht, o Wesen

El coro inicial es un arreglo en el estilo del motete; un coro de sonido arcaico de trombones dobla las voces. El recitativo para alto va acompañado por vigorosas escalas en el continuo. En el aria de soprano, una gavota, un violín solista virtuosístico representa posiblemente las "cosas mundanas". El aria de alto va acompañada por el oboe d'amore en lirismo melódico. El coral de cierre Gute Nacht, o Wesen (Buenas noches, existencia) es un arreglo a cuatro voces.

## Discografía selecta
De esta pieza se han realizado una serie de grabaciones entre las que destacan las siguientes.
- 1972 – Bach Cantatas Vol. 1. Karl Richter, Münchener Bach-Chor, Münchener Bach-Orchester, Edith Mathis, Anna Reynolds, Dietrich Fischer-Dieskau (Archiv Produktion)
- 1981 – Die Bach Kantate Vol. 63. Helmuth Rilling, Gächinger Kantorei, Bach-Collegium Stuttgart, Arleen Augér, Ann Murray, Philippe Huttenlocher (Hänssler)
- 1998 – J.S. Bach: Complete Cantatas Vol. 8. Ton Koopman, Amsterdam Baroque Orchestra & Choir, Dorothea Röschmann, Bogna Bartosz, Klaus Mertens (Antoine Marchand)
- 1999 – J.S. Bach: Cantatas Vol. 13. Masaaki Suzuki, Bach Collegium Japan, Yukari Nonoshita, Robin Blaze, Peter Kooy (BIS)
- 2000 – Bach Cantatas Vol. 15. John Eliot Gardiner, Monteverdi Choir, English Baroque Soloists, Gillian Keith, Robin Tyson, Peter Harvey (Soli Deo Gloria)